# Pucadelphys andinus
Il pucadelfide (Pucadelphys andinus) è un mammifero estinto, appartenente ai metateri. Visse nel Paleocene inferiore (circa 63 milioni di anni fa) e i suoi resti fossili sono stati ritrovati in Bolivia.

## Descrizione
Questo animale è conosciuto per numerosi scheletri più o meno completi, che permettono di ricostruirne l'aspetto. Pucadelphys doveva assomigliare a un piccolo opossum, e doveva essere dotato di una lunga coda non prensile; si presume che la coda fosse lunga almeno quanto il corpo, anche se in nessun esemplare questa si è conservata completa; i fossili includono 17 vertebre caudali e si stima che ve ne fossero altre 5/10 (Marshall et al., 1995). 
Pucadelphys si differenziava dai veri marsupiali per l'assenza di una bulla alisfenoide, caratteristica tipica del gruppo (Muizon, 1994). La dentatura, tuttavia, richiama già quella dei tipici marsupiali, al contrario di altri metateri precedenti come Asiatherium e Deltatheridium.

## Classificazione
Pucadelphys andinus venne descritto per la prima volta nel 1988, sulla base di fossili ritrovati nella zona di Tiupampa in Bolivia. Questi fossili indicano che Pucadelphys era sicuramente un metaterio, e per lungo tempo è stato considerato affine agli opossum attuali; tuttavia, l'assenza di alcuni caratteri tipici dei veri marsupiali lo pone in una posizione più basale rispetto agli opossum e a tutti i marsupiali viventi; è probabile che Pucadelphys facesse parte di una radiazione evolutiva di metateri basali, dalla quale si sono originati i veri marsupiali.

## Paleobiologia
Pucadelphys era un animale agile e dalle abitudini generaliste, probabilmente terrestre e capace di scavare (molti scheletri sono stati ritrovati in tane sotterranee) ma in grado anche di arrampicarsi; è probabile che il suo stile di vita e i suoi movimenti ricordassero più gli attuali dasiuridi australiani che i didelfidi (opossum) sudamericani (Muizon, 1998; Muizon e Argot, 2003).
I resti di 35 individui sono stati raccolti, di cui 22 rappresentati da crani quasi completi e scheletri postcraniali associati. Questi individui sono stati probabilmente sepolti in un singolo evento catastrofico e appartenevano quasi certamente alla stessa popolazione. La presenza di più individui adulti, subadulti e giovani in stretta prossimità (meno di un metro quadrato) indica un comportamento sociale gregario o, almeno, un alto grado di tolleranza sociale e interazione frequente. Un simile comportamento è sconosciuto nei didelfidi viventi, che sono altamente solitari e sono stati considerati, forse erroneamente, i marsupiali viventi più generalizzati.
La popolazione di Pucadelphys andinus mostra anche un marcato dimorfismo sessuale che, in combinazione con la tendenza gregaria, suggerisce una forte competizione tra maschi e un sistema di accoppiamento poliginico (Ladeveze et al., 2011).